# گمینا توماشوف لوبلسکی
گمینا توماشوف لوبلسکی (به لهستانی:  Gmina Tomaszów Lubelski) یک گمینا در لهستان است که در شهرستان توماشوف لوبلسکی واقع شده‌است. گمینا توماشوف لوبلسکی ۱۷۰٫۷۸ کیلومتر مربع مساحت و ۱۱٬۲۸۵ نفر جمعیت دارد.